# Attapu
Attapu (lao. ອັດຕະປື, również Attapeu, Attopu) – miasto w Laosie, stolica prowincji o tej samej nazwie oraz dystryktu Samakkhixay. Zostało założone w 1560 roku. Położone nad rzeką Xe Kong. Jest to najdalej położona na południe stolica prowincji leżąca na terenie Laosu. 
W mieście znajdują się ważne sklepy żywnościowe oraz z artykułami codziennego użytku zaopatrujące mieszkańców okolicy. Znajduje się tu również największy szpital w prowincji Attapu.
Do miasta często przybywają turyści i inwestorzy.

## Transport
Przez teren miasta biegnie droga krajowa nr 18B.

### Transport powietrzny
W czerwcu 2013 roku w mieście miało zostać otwarte nowe lotnisko, jednak nie rozpoczęła się jeszcze jego budowa. Ma zostać wybudowane przez wietnamski koncern Hoang Anh Gia Lai Group i ma znajdować się 26 km od centrum miasta.